# Cồn kế

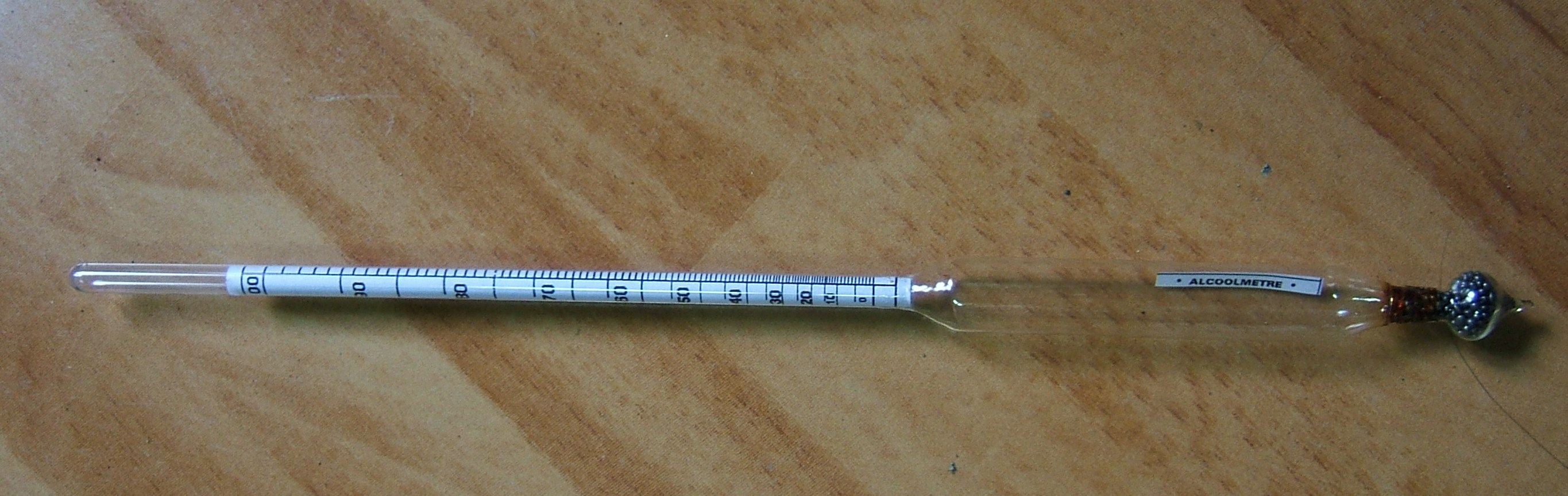
Cồn kế bách phân

Cồn kế hay rượu kế, tửu kế là dụng cụ dùng để đo độ cồn trong nước. Dựa trên nguyên lý tỷ trọng của nước càng thấp khi độ cồn trong nước càng cao, độ chìm của cồn kế trong dung dịch sẽ cho biết độ cồn của dung dịch.

## Cấu tạo
Cồn kế thường được cấu tạo bởi một ống thủy tinh có bầu chân không với mục đích giữ cho cồn kế nổi trong nước. Phía trên của bầu là vạch chia độ và phía dưới đáy của bầu là các hạt chì để giữ cho bầu có độ chìm.
Cồn kế có nhiều loại với vạch chia khác nhau. Phổ biến nhất là loại chia vạch độ từ 0-100° (cồn kế bách phân). Ngoài ra là các loại 0-40, 0-70, 30-70, 50-100, 70-100, v.v. Loại chia vạch khoảng 60-100° thường gọi là cồn kế (đo cồn), còn loại có vạch ở mức thấp hơn thường gọi là rượu kế (đo rượu).

## Phương pháp đo
Việc thực hiện đo độ cồn trong nước rất dễ dàng. Người sử dụng chỉ cần lấy cồn kế thả trong rượu hay cồn và căn cứ vào độ chìm/nổi của cồn kế mà đọc chỉ số trên vạch. Tuy nhiên, chỉ số độ cồn chỉ chính xác ở một nhiệt độ thích hợp (18-20 °C), còn trên hoặc dưới nhiệt độ đó, độ cồn trên cồn kế không chính xác tuyệt đối và được gọi là độ cồn biểu kiến.
Cũng có những phương pháp khác nhau cho phép quy đổi độ cồn biểu kiến thành độ cồn thực tế. Khi đó, thông thường người ta sử dụng thêm một nhiệt kế cắm ngập vào rượu, cồn cần đo để lấy nhiệt độ của rượu, cồn và kết hợp với độ cồn biểu kiến trên cồn kế để tính toán bằng công thức cho ra độ cồn thực tế.